# Næstved Boldklub
El Næstved Boldklub és un club de futbol danès de la ciutat de Næstved.

## Història
El club és l'estructura professional del club Næstved Idræts Forening (Næstved IF), creada el 1996. El Næstved IF va ser fundat el 1939 per la fusió de Næstved Idræts Klub i Næstved Boldklub. Fou finalista de copa la temporada 1993-94. També ha estat dos cops segon classificat a la lliga de primera divisió, els anys 1980 i 1988.
Ha participat en diverses competicions europees, com la Copa de la UEFA o la Copa Intertoto.